# Филипс (окръг, Монтана)
Вижте пояснителната страница за други значения на Филипс.
Окръг Филипс (на английски: Phillips County) е окръг в щата Монтана, Съединени американски щати. Площта му е 13 499 km², а населението - 4119 души (2017). Административен център е град Малта.